# Вечорек-Цойль, Хайдемари
Хайдемари Вечорек-Цойль (нем. Heidemarie Wieczorek-Zeul; род. 21 ноября 1942, Франкфурт-на-Майне) — немецкий педагог и политик, министр экономического сотрудничества и развития (1998—2009).

## Биография
В 1961 году окончила во Франкфурте-на-Майне гимназию имени Гердера, а в 1965 году — Франкфуртский университет имени Иоганна Вольфганга Гёте, получив квалификацию школьного преподавателя истории и английского языка. С 1965 по 1974 год преподавала в школах Рюссельсхайма.
Состояла в профсоюзе, вступила в СДПГ в 1965 году. Являлась депутатом городского совета Рюссельсхайма (1968—1972) и окружного совета Грос-Герау. Позже стала председателем отделения Союза молодых социалистов и социалисток в Южном Гессене, в 1974—1977 годах являлась федеральным председателем организации. В 1974—1975 годах делегирована Министерством культуры Гессена в Образовательный технологический центр в Висбадене.
В 1979 году избрана в Европейский парламент и сохраняла мандат до 1987 года, когда была впервые избрана в Бундестаг. До 1998 года отвечала в социал-демократической фракции за выработку политики в отношении Европейского союза. С 1987 по 1999 год возглавляла организацию СДПГ в Южном Гессене, с 1993 по 2005 год являлась заместителем председателя СДПГ. В 2013 году не выставила свою кандидатуру на парламентских выборах.
27 октября 1998 года получила портфель министра экономического сотрудничества и развития в первом правительстве Герхарда Шрёдера, сохранила его при формировании второго правительства Шрёдера, а 22 ноября 2005 года вновь заняла ту же должность в первом кабинете Ангелы Меркель, который действовал до 27 октября 2009 года.

## Личная жизнь
В 1965 году вышла замуж за предпринимателя Норберта Вечорека, который позднее также стал социал-демократическим политиком и депутатом Бундестага (в 1979 году их брак распался).
Устоявшееся в немецкой прессе прозвище Вечорек-Цойль — «Rote Heidi» (Красная Хайди).

## Награды
- Медаль «Данк» (6 декабря 2000 года, Кыргызстан) — за заслуги в укреплении сотрудничества между Кыргызстаном и Германией[9]